# Tyrkir

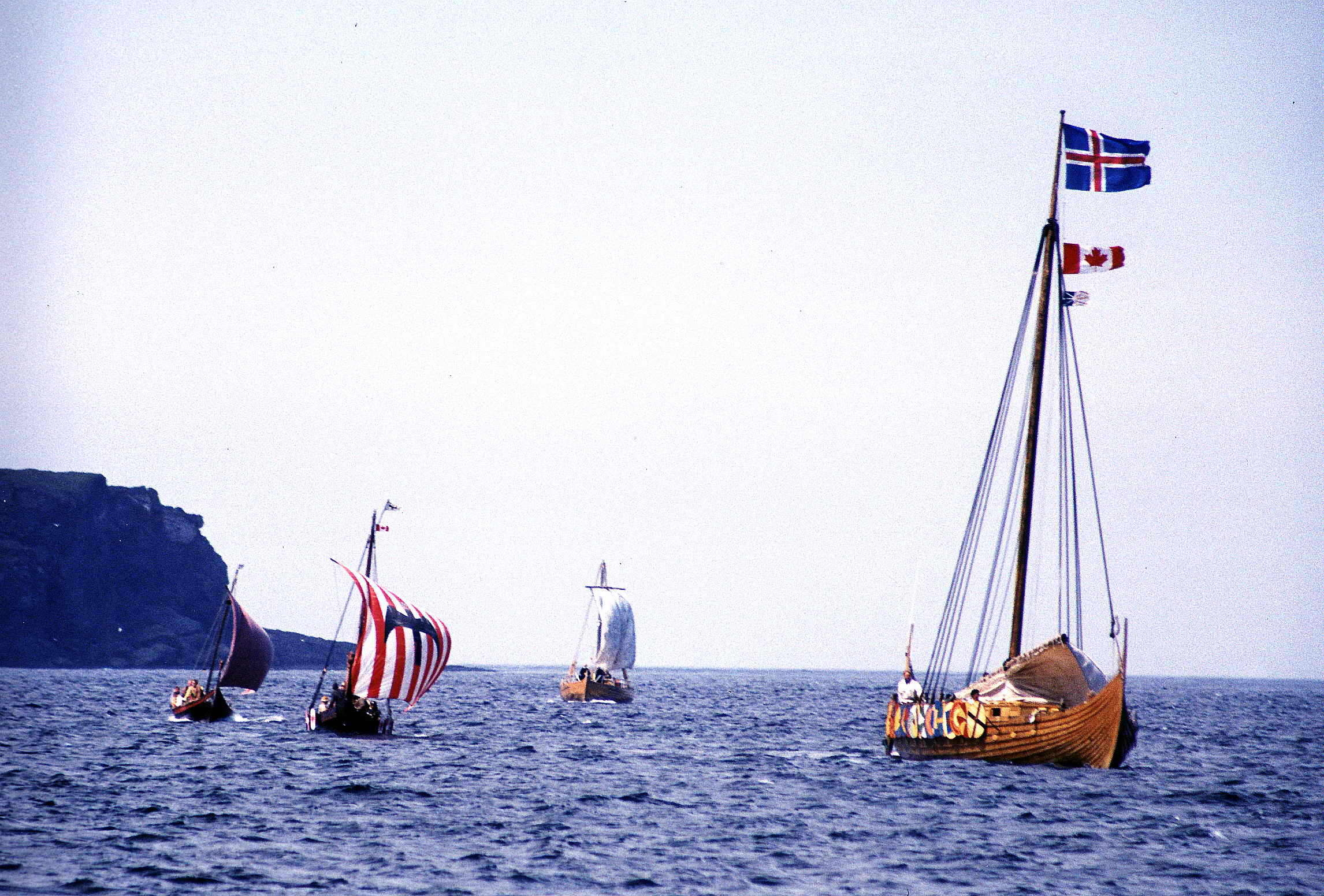
Rekonstruierte Wikingerschiffe steuern zur tausendjährigen Entdeckung Amerikas im Jahr 2000 die Küste Neufundlands an

Tyrkir ist der Name des deutschsprachigen Ziehvaters des isländischen Entdeckers von Amerika Leif Eriksson, der eine Rolle in der Grænlendinga saga spielt. Der Name Tyrkir ist wahrscheinlich eine nordische Form des deutschen Namens Dietrich, dessen Kurzform Dirk (altniederdeutsch auch Thirk) ist.

## Das Weinland
Augenscheinlich war Tyrkir ein Geistlicher, vielleicht ein auf einer Wikingfahrt versklavter Mönch; denn er unterwies den jungen Leif auf Island in Runenschrift, Fremdsprachen, Rhetorik, Pflanzenkunde und deren Aufzucht, Geschichte und auch Waffenkunde. Ein Universalwissen also, das zu dieser Zeit – um die erste Jahrtausendwende – nur Klosterangehörigen zugänglich war.
Tyrkir nahm auch an der Entdeckungsfahrt des Leif im Jahr 1000 nach Amerika teil. Er ist gewissermaßen der Initiator für die Namensgebung Vinlands. Die Grönlandsage erzählt von folgender Begebenheit:

„Á einhverju kveldi bar þat til tíðenda, at manns var vant af liði þeira, ok var þat Tyrkir Suðrmaðr. Leifr kunni því stórilla, því at Tyrkir hafði lengi verit með þeim feðgum, ok elskat mjök Leif í barnæsku. Taldi Leifr nú mjök á hendr förunautum sínum ok bjóst til ferðar at leita hans ok tólf menn með honum. En er þeir váru skammt komnir frá skála, þá gekk Tyrkir í mót þeim, ok var honum vel fagnat. Leifr fann þat brátt, at fóstra hans var skapgott. Hann var brattleitr ok lauseygr, smáskitlegr í andliti, lítill vexti ok vesallegr, en íþróttamaðr á alls konar hagleik. Þá mælti Leifr til hans: „Hví varstu svá seinn, fóstri minn, ok fráskili föruneytinu?“ Hann talaði þá fyrst lengi á þýzku ok skaut marga vega augunum ok gretti sik. En þeir skilðu eigi, hvat er hann sagði. Hann mælti þá á norrænu, er stund leið: „Ek var genginn eigi miklu lengra en þit. Kann ek nökkur nýnæmi at segja. Ek fann vínvið ok vínber.“ "Mun þat satt, fóstri minn?" kvað Leifr. „At vísu er þat satt,“ kvað hann, „því at ek var þar fæddr, er hvárki skorti vínvið né vínber“.“

„Eines Abends fehlte einer aus der Schar, und das war Tyrkir, der Deutsche. Leif war darüber in großer Unruhe. Denn Tyrkir war schon lange bei ihm und schon bei seinem Vater gewesen und hatte ihn in seiner Kindheit sehr geliebt. Leif machte seinen Fahrtgenossen darob heftige Vorwürfe. Er brach auf, um ihn zu suchen, und zwölf Männer begleiteten ihn. Sie waren aber erst kurze Zeit unterwegs, da kam ihnen Tyrkir schon entgegen. Man empfing ihn voller Freude. Leif merkte bald, dass sein Ziehvater nicht recht bei sich war. Der hatte eine steile Stirn, flackernde Augen und Sommersprossen im Gesicht. Er war klein von Wuchs und unansehnlich, doch höchst geübt in allerlei Kunstfertigkeiten. Da sagte Leif zu ihm: „Wo weiltest du so lange, lieber Ziehvater, und warum trenntest du dich von den Gefährten?“ Tyrkir sprach zuerst lange deutsch, rollte die Augen und fletschte die Zähne, und keiner verstand, was er sagte. Nach einer Weile sagte er aber dann auf nordisch: „Ich ging nicht viel weiter denn ihr. Doch hab’ ich eine Neuigkeit für euch. Ich fand Weinranken und Weintrauben.“ „Ist das richtig, lieber Ziehvater?“ frug Leif. „Gewiß“, erwiderte Tyrkir, „wo ich daheim bin, fehlt es doch weder an Weinranken, noch an Weintrauben.““

Viele „Trauben“ wurden nun auch gesammelt und mit nach Grönland zurückgebracht, wo Leifs Vater, Erik der Rote, Häuptling der neugegründeten Isländerkolonie in Brattahlíð war. Das Land aber benannte Leif nach den aufgefundenen „Trauben“ Vinland, also „Weinland“.